# Кабо-вердианско-российские отношения
Кабо-вердианско-российские отношения — двусторонние дипломатические отношения между Кабо-Верде и Россией.

## История
СССР установил дипломатические отношения с Кабо-Верде 14 июля 1975 года, вскоре после обретения независимости от Португалии.

## Дипломатические миссии
- Кабо-Верде имеет российское консульство в Москве[2].
- Россия имеет посольство в Прая в Кабо-Верде.